# Nikolaas Tinbergen
Nikolaas "Niko" Tinbergen, född 15 april 1907 i Haag i Nederländerna, död 21 december 1988 i Oxford i Storbritannien, var en nederländsk etolog som tillsammans med Konrad Lorenz och Karl von Frisch tilldelades Nobelpriset i fysiologi eller medicin 1973.

## Biografi
Tinbergen tog doktorsexamen vid Leidens universitet 1932. Han arbetade vid sin gamla institution från 1933. Efter att Lorenz besökt Leiden 1936, började de samarbeta och genomförde pionjärinsatser inom etologin. Tinbergen tillbringade en tid i Wien 1937. Han besökte även Yale University under tre månader 1937, och utvecklade en skepsis mot komparativ och experimentell psykologi så som den bedrevs i USA vid denna tid, som han bland annat ansåg karaktäriserades av svepande generaliseringar baserade på laboratoriestudier av några arter av gnagare, utförda av forskare som saknade kunskaper om naturens mångfald. Tinbergen blev universitetslektor i Leiden 1940, och tillbringade två år under andra världskriget i tyskt fångläger för att ha vägrat samarbeta i nazifieringen av Leidens universitet och att ha protesterat mot avsättningen av judiska professorer. Han avböjde ett erbjudande från Lorenz att verka för hans frigivning, framfört i ett brev. Efter kriget återvände han till Leiden, och blev professor 1947, för att 1949 flytta till ett sämre betalt lektorat vid Oxfords universitet. Han var professor i Oxford 1966-1974. 1951 publicerades hans mest inflytelserika bok, The study of instinct. En av hans insatser var att skilja på fyra olika frågor kring beteende: dess omedelbara orsak, dess utveckling, dess funktion och dess evolution.
Han publicerade forskning om bivargen och dess förmåga att orientera sig i terrängen. Bivargen är en rovstekel, som lägger ägg i en liten utgrävd tunnel och sedan jagar insekter som den paralyserar och placerar som matförråd hos avkomman. För att hitta tillbaka till hålan använder sig bivargen av stenar och växter runt öppningen. Bland Tinbergens andra viktiga verk finns också försöken med pickningsfläcken hos trutar, vilket skapade begreppet hyperstimuli, en signal som är så stark att den skymmer den signal som igenkännandet skapats för - Tinbergen upptäckte att en gul blyertspenna med tre röda band som hölls fram i boet samtidigt som föräldern kom för att mata ungarna fick ungarna att strunta i föräldern. Normalt pickar trutungen på den röda fläcken på förälderns näbb vilket får föräldern att stöta upp mat ur krävan.
Nikolaas Tinbergen var yngre bror till Jan Tinbergen som fick motta Sveriges Riksbanks pris i ekonomisk vetenskap till Alfred Nobels minne då detta för första gången utdelades 1969.